# Holiday (KSI-dal)
A Holiday KSI, brit rapper kislemeze, amely 2021. június 18-án jelent meg, az RBC Records és BMG kiadókon keresztül. A dal a You című szám helyett jelent meg, ami a negyedik kislemez lett volna a rapper All Over the Place című albumáról. Ugyanezen a napon jelent meg a kislemezhez egy videóklip is. Ares című dala óta az első, amelyen nem volt közreműködő előadó. 2021. július 5-én kiadták a dal remixét, amelyet A7S, svéd producer és dalszerző készített.
A brit kislemezlistán második helyet ért el a dal, KSI legsikeresebb kislemeze. A Brit Hanglemezgyártók Szövetségétől (BPI) platina minősítést kapott, 400 ezer eladott példányért. A 2022-es Brit Awards díjátadón jelölték az Év dala díjra.

## Közreműködő előadók
A Tidal adatai alapján.
- KSI – dalszerző, vokál, taps
- Digital Farm Animals – dalszerző, taps, háttérének, ütőhangszerek
- Jake Gosling – producer, dalszerző, taps, dobok, billentyűk, ütőhangszerek, programozás
- William Vaughan – dalszerző, elektromos gitár
- Matthew Brettle – dobok, gitár, ütőhangszerek, programozás, hangmérnök
- Geoff Swan – hangmérnök
- Niko Battistini – hangmérnök
- Joe LaPorta – hangmérnök

## Díjak és jelölések
| Év   | Díjátadó    | Kategória  | Eredmény | For.  |
| ---- | ----------- | ---------- | -------- | ----- |
| 2022 | Brit Awards | Az év dala | Jelölve  | [ 5 ] |

## Slágerlisták
| Slágerlista (2021)                   | Legmagasabb pozíció |
| ------------------------------------ | ------------------- |
| Ausztrália (ARIA)                    | 24                  |
| Brit kislemezlista (OCC)             | 2                   |
| Brit Indie-lista (OCC)               | 1                   |
| Dánia (Tracklisten)                  | 33                  |
| Euro Digital Song Sales (Billboard)  | 3                   |
| Global 200 (Billboard)               | 79                  |
| Hollandia (Single Tip)               | 1                   |
| India (IMI)                          | 10                  |
| Írország (IRMA)                      | 2                   |
| Izland (Plötutíðindi)                | 32                  |
| Kanada (Canadian Hot 100)            | 57                  |
| Lettország (Latvijas Radio 5 Top 40) | 8                   |
| Libanon (OLT20)                      | 12                  |
| Litvánia (AGATA)                     | 87                  |
| Norvégia (VG-lista)                  | 26                  |
| Svédország (Sverigetopplistan)       | 97                  |
| Szingapúr (RIAS)                     | 8                   |
| Új-Zéland (Recorded Music NZ)        | 16                  |

| Slágerlista (2021)       | Pozíció |
| ------------------------ | ------- |
| Brit kislemezlista (OCC) | 57      |

## Minősítések
| Régió                    | Minősítés    | Példányszám |
| ------------------------ | ------------ | ----------- |
| Egyesült Királyság (BPI) | Platinalemez | 600 000     |
| Norvégia (IFPI)          | Aranylemez   | 30 000      |

## Kiadások
| Régió       | Dátum            | Formátumok                       | Kiadó(k)    | Verzió    | For.  |
| ----------- | ---------------- | -------------------------------- | ----------- | --------- | ----- |
| Világszerte | 2021. június 18. | - digitális letöltés - streaming | - RBC - BMG | Eredeti   | [ 6 ] |
| Világszerte | 2021. július 5.  | - digitális letöltés - streaming | - RBC - BMG | A7S Remix | [ 2 ] |